# グリーン湖 (ハワイ)

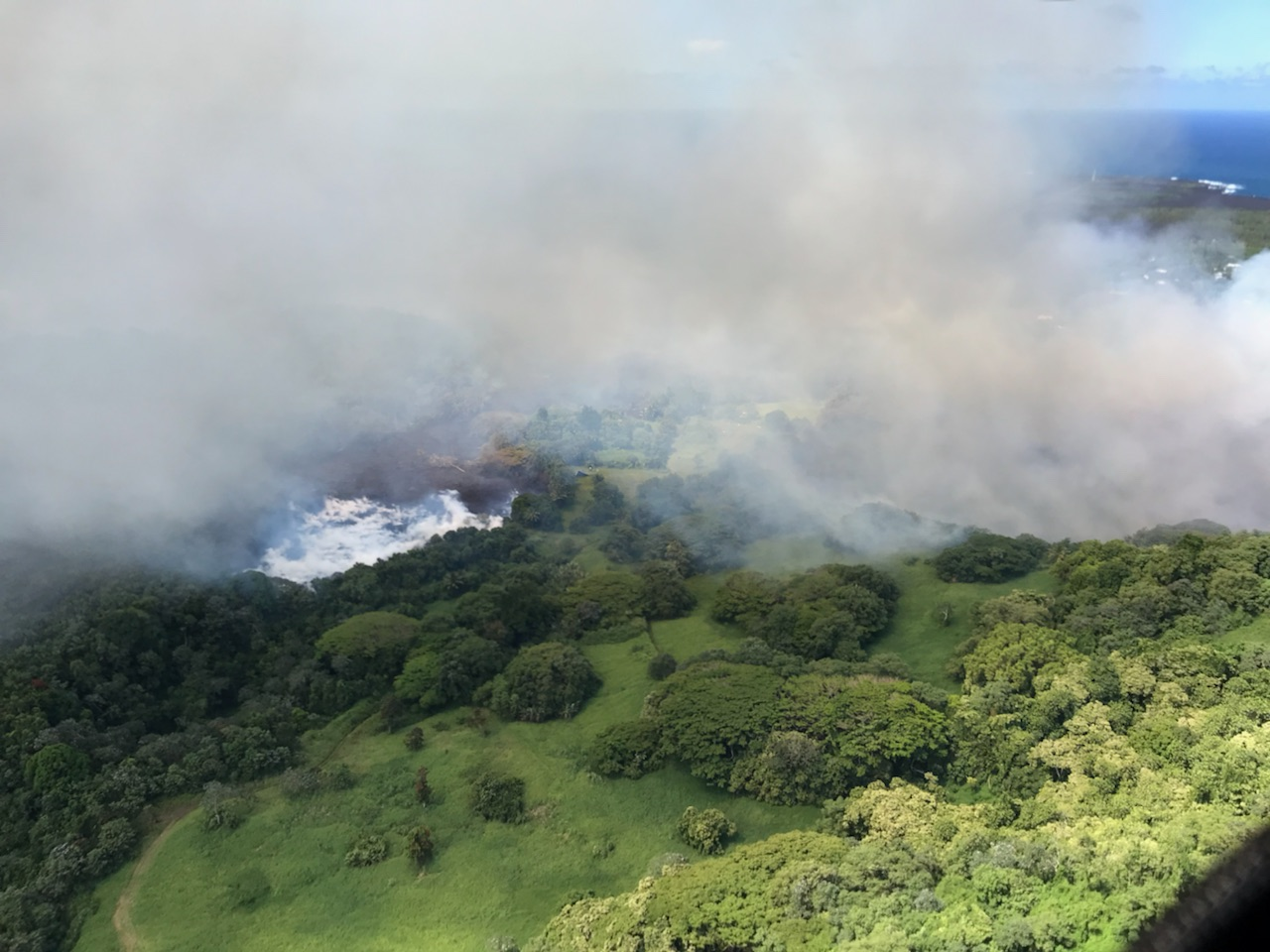
グリーン湖を蒸発させている溶岩流の航空写真、2018年6月2日撮影。

グリーン湖（グリーンこ、英: Green lake、ハワイ語: Ka Wai a Pele、「ペレの水」を意味する）は、ハワイ島のプウ・カポホ(Pu'u Kapoho)噴火口にあった淡水湖である。ハワイ諸島で最大の淡水湖で、ハワイ島にある2つの淡水湖の一つであった。
湖は約400年前にグリーンマウンテン噴火口に形成された。水深は最大200フィート (61 m)であった。ハワイの神話では、湖は火山の女神ペレが初めて訪れた場所であるとされる。湖は地域住民や旅行者に人気のある水泳場所だった。グリーン湖の周辺はククイやグアバ、バナナの木が自生していた。
キラウエア火山のプナ地区南部噴火からの溶岩流によって、湖の水は2018年6月2日に蒸発した。